# Соколова, Галина Анатольевна
Галина Анатольевна Соколова (7 декабря 1936 — 8 мая 2008) — российский педагог, биолог, заслуженный учитель Российской Федерации, почётный работник общего образования России, отличник народного просвещения, соросовский учитель.

## Педагогическая деятельность
Первый биологический класс Г. А. Соколова набрала в московской школе № 57 в 1973 году по инициативе Н. Н. Константинова и при поддержке В. А. Энгельгардта. В первые же годы к работе класса Г. А. Соколова привлекла известных ученых — отдельные курсы в разные годы вели Н. Н. Иорданский, А. Г. Пономаренко, В. В. Малахов, Э. А. Абелева и др. Отдельные лекции ученикам читали В. С. Кирпичников и Н. В. Тимофеев-Ресовский. В проведении практик биокласса активно участвовали Н. Г. Виноградова и М. Е. Виноградов. В 1974 году состоялась первая поездка учеников биокласса на Белое море, во время которой был арендован дом в селе Ковда, впоследствии купленный Галиной Анатольевной и превращенный усилиями её и её учеников в биологическую станцию «Наш дом». Биологические классы работали в 57 школе до 1984 года (были набраны первые семь классов), после чего были переведены в школу № 520.
Весной 2008 года состоялся 26-й набор в биологический класс.
В 1978 году по инициативе Г. А. Соколовой её учениками впервые был организован биологический конкурс на турнире Ломоносова, с тех пор проводившийся ежегодно.
Методика преподавания в специализированных биологических классах, видимо, впервые в России разработанная Г. А. Соколовой, в дальнейшем в той или иной степени была использована при обучении школьников в биоклассах других школ Москвы (лицей «Вторая школа», школа № 218, гимназия № 1543). Эта методика включает следующие компоненты:
1. преподавание нескольких параллельных курсов биологических дисциплин;
2. сочетание в программе в течение большей части срока обучения «полевых» и «экспериментальных» дисциплин;
3. значительная доля лекционно-семинарских и практических урочных занятий в курсе биологии;
4. проведение длительных полевых практик по зоологии, ботанике и гидробиологии в нескольких разных регионах России;
5. участие школьников в учебно-исследовательской и научно-исследовательской работе, в том числе многолетних полевых исследованиях.[3]

За 35 лет работы в школе Галина Анатольевна воспитала более 500 учеников. Половина из них поступили в МГУ имени М. В. Ломоносова, многие стали известными учёными-биологами, кандидатами и докторами наук, Константин Анатольевич Лукьянов и Дмитрий Дмитриевич Соколов — членами-корреспондентами РАН, а Сергей Анатольевич Лукьянов — академиком РАН. Ученик Г. А. Соколовой Сергей Николаевич Рязанский — российский космонавт-испытатель отряда космонавтов Роскосмоса.
В настоящее время биологические классы в школе 520 закрыты. Биологические классы, которыми руководят ученики Г. А. Соколовой, работают в 179-й школе.